# Waldviertler Schnellstraße
Die Waldviertler Schnellstraße S 3 war eine projektierte Verkehrsverbindung zwischen Korneuburg und der Staatsgrenze bei Neu-Nagelberg. Heute bedient diese Relation die E49.

## Geschichte
Erstmals der breiten Öffentlichkeit bekannt wurde die Waldviertler Schnellstraße im Bundesstraßengesetz von 1971. Mit dieser Straße sollten Teile der Horner Straße (B4) und Teile der Waldviertler Straße (B2) zu einem neuen Straßenzug zusammengefasst werden. Der Verlauf war mit Korneuburg – Stockerau – Hollabrunn – Horn – Gmünd/Neu-Nagelberg angegeben. Das Projekt erreichte das Planungsstadium, wurde aber im Bereich des Waldviertels nie umgesetzt; lediglich zwischen Korneuburg und Stockerau wurden die Planungen mit der Donauufer Autobahn in die Realität umgesetzt.
Seitdem taucht aber eine nicht näher definierte Waldviertler Schnellstraße oder eine Waldviertel Autobahn immer wieder als regionalpolitische Forderung auf. Sie möge der Region wirtschaftlichen Aufstieg bringen und der Abwanderung entgegenwirken.

## Ausbau als Europastraße
Ungeachtet dessen wurden aber in den vergangenen Jahrzehnten die bestehenden Bundesstraßen längs dieser Strecke, die Waldviertler Straße bis Horn und die Horner Straße nach Stockerau, durch Streckenverbreiterungen, Begradigungen, Ortsumfahrungen usw. laufend ausgebaut, sodass damit eine beinahe gleichwertige Straßenverbindung geschaffen wurde, die streckenweise mit einem Zusatzfahrstreifen ausgestattet ist und durch Brückenbauwerke und Beschleunigungsstreifen abschnittsweise sogar kreuzungsfrei ausgebaut ist. Mehrmals wurde dabei auf die Planungsgrundlagen aus den 1970ern zurückgegriffen. Diese Relation wird auch als Europastraße 49 geführt.
Die einzelnen Projekte längs dieser Straßenverbindung sind:
- Ortsumfahrung Zissersdorf
- Ortsumfahrung Seitzersdorf-Wolfpassing, eröffnet 2007
- Ortsumfahrung Niederrußbach
- Ortsumfahrung Großweikersdorf
- Ortsumfahrung Ziersdorf, eröffnet 2002
- Ortsumfahrung Maissau, eröffnet 2012
- Neutrassierung Maissau – Harmannsdorf
- Ortsumfahrung Mörtersdorf, eröffnet 1999
- Ortsumfahrung Mold, eröffnet 2005
- Ortsumfahrung Horn
- Neutrassierung Horn – Brunner Berg
- Ortsumfahrung Vitis
- Ortsumfahrung Schrems
- Ortsumfahrung Neu-Nagelberg

## Trivia
Der begonnene Ausbau der S3 zwischen Korneuburg und Stockerau wurde in den 2000ern als Weinviertler Schnellstraße über Hollabrunn in Richtung Staatsgrenze Kleinhaugsdorf weitergeführt.
Das südliche Waldviertel wird auch über die Kremser Straße (B37), die meist dreispurig, weitgehend kreuzungsfrei und ab Krems über Schnellstraßen und Autobahnen mit Wien oder St. Pölten verbunden ist, erschlossen.